# کروشچیچ
کروشچیچ (به صربی: Kruščić) یک منطقهٔ مسکونی در صربستان است که در استان خودمختار وویوودینا واقع شده‌است. کروشچیچ ۱٬۸۵۲ نفر جمعیت دارد.